# Holmes Rolston III
Pour les articles homonymes, voir Rolston.
 (novembre 2011).
Si vous disposez d'ouvrages ou d'articles de référence ou si vous connaissez des sites web de qualité traitant du thème abordé ici, merci de compléter l'article en donnant les références utiles à sa vérifiabilité et en les liant à la section « Notes et références ».
Holmes Rolston III (né le 19 novembre 1932 dans la vallée de Shenandoah en Virginie et mort le 12 février 2025) est professeur honoraire de philosophie à l'université d'État du Colorado. Il est reconnu pour ses travaux sur l'éthique environnementale et sur la relation entre science et religion.
Il utilise le schéma darwinien pour ses concepts principaux, dont celui de valeur « intrisèque » qui s'oppose en partie à la vision de John Baird Callicott.

## Biographie
Fils et petits-fils de pasteurs presbytériens, son enfance est stricte. Il passe une thèse de théologie en 1958 et devient lui-même pasteur dans les Appalaches. En matière de géologie, d'écologie, de botanique, il est autodidacte. Il prête ensuite intérêt à la philosophie et à l'écologie et passe une maîtrise dans ce domaine. Il enseigne ensuite à l'université du Colorado où il se fait un nom en éthique environnementale.
En 1990, il préside à la création de la Société internationale d'éthique environnementale, pour le compte de laquelle il participera en 1992 à la Conférence des Nations Unies sur l'environnement et le développement à Rio de Janeiro, en compagnie de son ami et rival J. Baird Callicott. 

## Travaux
Holmes Rolston III écrit, pour soutenir son éthique : « Un organisme croît, répare ses blessures, résiste à la mort et se reproduit. Chaque dotation génétique est, en ce sens, une dotation normative, bien que non-morale » (Environmental Ethics).